# LL 쿨 J
제임스 토드 스미스(James Todd Smith, 1968년 1월 14일 ~ )는 미국의 래퍼, 배우, 작곡가, 음반 제작자이다. 활동명 LL 쿨 J(LL Cool J)는 'Ladies Love Cool James'를 간추린 것이다. 90년대에 힙합 스타로서 성공했으며 주로 로맨틱 힙합을 해왔다. 2008년에 12번째 앨범 "Exit 13"을 발매한 뒤 20년 가까이 함께 해온 전속 힙합레이블 데프 잼 레코딩스와의 계약이 끝났다. 1995년부터 결혼 생활 중인 아내와의 사이에 네 명의 자녀를 두고 있다.

## 데뷔
어렸을 때 교회에서 성가대를 했으며 보이스카우트로 활동하기도 했고 신문배달원으로 일한 적도 했다.
16살 때 데프 잼에서 믹스테이프를 녹음했다.

## 음악 활동
Radio
1985년에 1980년대 힙합 황금기를 견인한 데프 잼에서 데뷔 앨범 "Radio"를 발매했다. 이 앨범은 데프 잼의 성공을 이끈 최초의 음반이자 힙합의 황금기와 올드스쿨 음악 사이의 가교 역할을 한 중요한 앨범으로 꼽힌다. "I can't Live Without My Radio" 등이 인기를 끌었다. 특히 "Rock the Bells"는 하드코어 랩의 대중적 인기를 이끌어낸 곡으로, 훗날 수많은 래퍼들이 샘플로 사용하였을 만큼 힙합 음악의 교과서와 같은 곡으로 평가 받고 있다. 이 앨범 "Radio"는 플래티넘을 기록하는 인기를 끌었다.
Bigger And Deffer
1987년 그는 두 번째 앨범 "Bigger and Deffer"를 발매했다. 이 앨범은 더블 플래티넘을 받았고 100대 탑 앨범에 진입했다. 발라드 힙합 곡인 두 번째 싱글 "I Need Love"로 처음으로 알엔비 송 차트에서 1위를 기록하고 영국 싱글 차트에서 8위까지 올랐다. 1988년 소울 트레인 뮤직 어워드에서 베스트 랩 싱글로 선정됐으며, 어바웃닷컴의 역대 100대 베스트 힙합 송 목록에서 13위를 차지했다.
We Are The World 25 for Haiti
2010년 아이티 지진을 계기로 만들어지게 된 "We Are the World"의 새 리메이크곡 "We Are the World 25 for Haiti"에 래퍼로 참여하였다.

## 음반 목록

### 정규 앨범
- Radio (1985)
- Bigger and Deffer (1987)
- Walking with a Panther (1989)
- Mama Said Knock You Out (1990)
- 14 Shots to the Dome (1993)
- Mr. Smith (1995)
- Phenomenon (1997)
- G.O.A.T. (2000)
- 10 (2002)
- The DEFinition (2004)
- Todd Smith (2006)
- Exit 13 (2008)
- Authentic (2013)
- The FORCE (2024)

## 영상 목록

### 영화
| 연도 | 제목                  | 원제                           | 배역                      | 참고        |
| ---- | --------------------- | ------------------------------ | ------------------------- | ----------- |
| 1985 | 크러쉬 그루브         | Krush Groove                   | 본인                      |             |
| 1986 | 꾸러기팀              | Wildcats                       | 래퍼                      |             |
| 1991 | 코 끝에 걸린 사나이   | The Hard Way                   | 뉴욕 경찰국 형사 빌리     |             |
| 1992 | 토이즈                | Toys                           | 패트릭 지보 대위          |             |
| 1995 | 아웃오브싱크          | Out-of-Sync                    | 제이슨 세인트 줄리언      |             |
| 1997 | 터치                  | Touch'                         | 본인                      |             |
| 1998 | 콧 업                 | Caught Up                      | 로저                      |             |
| 1998 | 우                    | Woo                            | 대릴                      |             |
| 1998 | 할로윈 7: H20         | Halloween H20: 20 Years Later' | 로널드 "로니" 존스        |             |
| 1999 | 딥 블루 씨            | Deep Blue Sea                  | 셔먼 "프리처" 더들리      |             |
| 1999 | 인 투 딥              | In Too Deep                    | 드웨인 키스 "고드" 기튼스 |             |
| 1999 | 애니 기븐 선데이      | Any Given Sunday               | 줄리언 워싱턴             |             |
| 2000 | 미녀 삼총사           | Charlie's Angels               | 존스 씨                   | 카메오 출연 |
| 2001 | 킹덤 컴               | Kingdom Come                   | 레이 버드 슬로컴          |             |
| 2002 | 롤러볼                | Rollerball                     | 마커스 리들리             |             |
| 2003 | 딜리버 어스 프롬 에바 | Deliver Us from Eva            | 레이먼드 "레이" 애덤스    |             |
| 2003 | S.W.A.T. 특수기동대   | S.W.A.T.                       | 디컨 "디크" 케이 경찰관   |             |
| 2004 | 마인드헌터            | Mindhunters                    | 게이브 젠슨               |             |
| 2005 | 에디슨 시티           | Edison                         | 레이프 디드 경찰관        |             |
| 2005 | 슬로우 번             | Slow Burn                      | 루서 핑크스               |             |
| 2006 | 라스트 홀리데이       | Last Holiday                   | 숀 윌리엄스               |             |
| 2008 | 멕라이언의 프로포즈   | The Deal                       | 보비 메이슨               |             |
| 2008 | 드릴빗 테일러         | Drillbit Taylor                | 본인                      |             |
| 2013 | 그루지 매치           | Grudge Match                   | 프랭키 브라이트           |             |

### 텔레비전
| 연도       | 제목               | 원제           | 배역              | 참고                                             |
| ---------- | ------------------ | -------------- | ----------------- | ------------------------------------------------ |
| 1996       | 올 댓              | All That       | 본인              | 코미디 스케치; "Tia & Tamera Mowry/LL Cool J" 편 |
| 1998       | 오즈               | Oz             | 지기 워커         | "Strange Bedfellows" 편                          |
| 2005       | 하우스             | House          | 클래런스          | "Acceptance" 편                                  |
| 2007       | 30 ROCK            | 30 Rock        | 리디큘러스        | "The Source Awards" 편                           |
| 2008       | 프로젝트 런웨이    | Project Runway | 심사위원          | "Rock N' Runway" 편                              |
| 2009-23    | NCIS: 로스앤젤레스 | NCIS:LA        | 특수 요원 샘 해나 | 주연                                             |
| 2009, 2023 | NCIS               | NCIS           | 특수 요원 샘 해나 | 3회분                                            |
| 2012       | 하와이 파이브-0    | Hawaii Five-0  | 특수 요원 샘 해나 | "Pa Make Loa" 편                                 |
| 2023-24    | NCIS: 하와이       | NCIS: Hawai'i  | 특수 요원 샘 해나 | 7회분                                            |